# Оттава (округ, Огайо)
Округ Оттава (англ. Ottawa County) располагается в штате Огайо, США. Официально образован 6 марта 1840 года. По состоянию на 2010 год, численность населения составляла 41 428 человека.

## География
По данным Бюро переписи США, общая площадь округа равняется 1 515,307 км², из которых 660,243 км² суша и 330,150 км² или 56,43 % — это водоёмы. Административно округу принадлежит ряд островов в озере Эри.

## Население
По данным переписи населения 2000 года в округе проживает 40 985 жителей в составе 16 474 домашних хозяйств и 11 729 семей. Плотность населения составляет 62,00 чел./км². На территории округа насчитывается 25 532 жилых строений, при плотности застройки около 39,00-ти строений на км². Расовый состав населения: белые — 96,56 %, афроамериканцы — 0,65 %, коренные американцы (индейцы) — 0,21 %, азиаты — 0,23 %, гавайцы — 0,05 %, представители других рас — 1,44 %, представители двух или более рас — 0,87 %. Испаноязычные составляли 3,75 % населения независимо от расы.
В составе 29,10 % из общего числа домашних хозяйств проживают дети в возрасте до 18 лет, 58,90 % домашних хозяйств представляют собой супружеские пары проживающие вместе, 8,50 % домашних хозяйств представляют собой одиноких женщин без супруга, 28,80 % домашних хозяйств не имеют отношения к семьям, 25,00 % домашних хозяйств состоят из одного человека, 11,20 % домашних хозяйств состоят из престарелых (65 лет и старше), проживающих в одиночестве. Средний размер домашнего хозяйства составляет 2,45 человека, и средний размер семьи 2,92 человека.
Возрастной состав округа: 23,30 % моложе 18 лет, 6,70 % от 18 до 24, 26,80 % от 25 до 44, 26,80 % от 45 до 64 и 26,80 % от 65 и старше. Средний возраст жителя округа 41 лет. На каждые 100 женщин приходится 97,50 мужчин. На каждые 100 женщин старше 18 лет приходится 94,70 мужчин.
Средний доход на домохозяйство в округе составлял 44 224 USD, на семью — 51 919 USD. Среднестатистический заработок мужчины был 39 823 USD против 24 727 USD для женщины. Доход на душу населения составлял 21 973 USD. Около 4,20 % семей и 5,90 % общего населения находились ниже черты бедности, в том числе — 7,40 % молодежи (тех, кому ещё не исполнилось 18 лет) и 5,40 % тех, кому было уже больше 65 лет.